# Catweazle
Catweazle var en brittisk TV-serie från 1970 skapad av TV-producenten Richard Carpenter. Serien visades i två säsonger om 13 avsnitt med en längd på 25 minuter. Seriens huvudperson, trollkarlen Catweazle, spelades av Geoffrey Bayldon.

## Handling
Catweazle är en inkompetent, excentrisk och en smula illaluktande trollkarl som av misstag förflyttats från 1000-talet till 1970-talets England. Han blir där god vän med en rödhårig pojke som lystrar till smeknamnet Carrot. Catweazles nya hem och gömställe blir ett gammalt, övergivet vattentorn, som han kallar för slottet Saburac. Catweazle letar hela tiden efter ett sätt att ta sig tillbaka till sin egen tid. Till sin hjälp har han sin gamla padda Touchwood, som han lyckats få med sig på tidsresan. Vännen Carrot ägnar större delen av sin tid åt att hålla Catweazle gömd för sin far och alla andra i grannskapet.